# کافه بلوچی
کافه بلوچی، روستایی در دهستان بلوچی بخش نسکند شهرستان سرباز در استان سیستان و بلوچستان ایران است. این روستا، مرکز دهستان بلوچی است.

## جمعیت
بر پایه سرشماری عمومی نفوس و مسکن در سال ۱۳۹۵، جمعیت این روستا برابر با ۱٬۹۷۵ نفر (۴۴۱ خانوار) بوده‌است.